# 陈厚群
陈厚群（1932年5月3日—），江苏无锡人，中国水工结构专家。1995年当选为中国工程院院士。

## 生平
1950年-1952年在清华大学学习，1958年毕业于苏联莫斯科动力学院。